# Real Colegiada de Santo Isidro

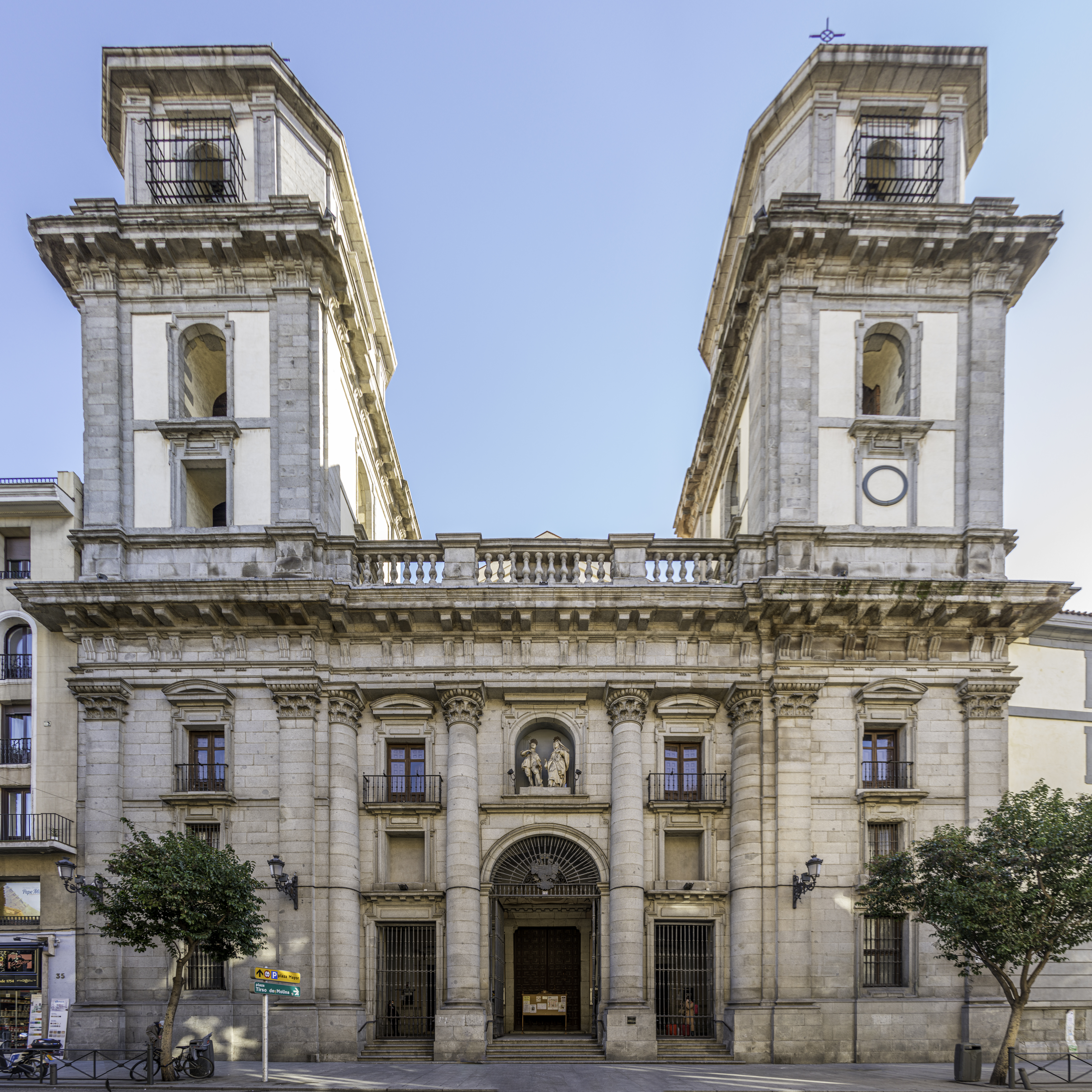
Igreja San Isidro ou Real Colegiata de San Isidro (Madrid).

A Igreja de San Isidro ou Real Colegiata de San Isidro, está situada na rua de Toledo em Madrid, relativamente perto da Plaza Mayor.
Trata-se de uma igreja do século XVII, que apresenta uma planta em forma de cruz latina. Pertenceu ao antigo Mosteiro do Colégio Imperial da Companhia de Jesus. A igreja é de estilo barroco.
Esta igreja sofreu um incêndio em 1936, tendo ficado quase completamente destruída.